# گلوله (فیلم ۱۹۹۶)
گلوله (انگلیسی: Bullet) فیلمی در ژانر جنایی و درام است که در سال ۱۹۹۶ منتشر شد. از بازیگران آن می‌توان به میکی رورک، توپاک شکور، آدرین برودی و تد لواین اشاره کرد.

## خلاصه فیلم
بوچ استین یک یهودی از خیابان‌های بروکلین است که پس از هشت سال از زندان آزاد می‌شود. او به سرعت مانند سابق شروع به استعمال مواد مخدر به همراه بهترین دوستش لستر می‌کند اما…